# Бабилодзе, Анна Матвеевна
Анна Матвеевна Бабилодзе (1902 год, село Натанеби, Гурийский уезд, Кутаисская губерния, Российская империя — дата смерти неизвестна, село Натанеби, Махарадзевский район, Грузинская ССР) — звеньевая колхоза имени Берия Натанебского сельсовета Махарадзевского района, Грузинская ССР. Герой Социалистического Труда (1949).

## Биография
Родилась в 1902 году в крестьянской семье в селе Натанеби Озургетского уезда (сегодня — Озургетский муниципалитет). В послевоенное время трудилась звеньевой в колхозе имени Берия Махарадзевского района, председателем которого был Василий Виссаринович Джабуа.
В 1948 году звено под руководством Анны Бабилодзе собрало 8100 килограмм сортового зелёного чайного листа на участке площадью 2 гектара. Указом Президиума Верховного Совета СССР от 29 августа 1949 года удостоена звания Героя Социалистического Труда за «получение высоких урожаев сортового зелёного чайного листа и винограда в 1948 году» с вручением ордена Ленина и золотой медали «Серп и Молот» (№ 4538).
Этим же Указом званием Героя Социалистического Труда были также награждены труженики колхоза имени Берия агроном Григорий Акакиевич Накаидзе, звеньевые Анна Васильевна Гелеква, Зинаида Мелитоновна Джабуа, колхозницы Нина Зинобиевна Миминошвили, Ольга Барнабовна Тоидзе, Людмила Иосифовна Хурцидзе.
Проживала в родном селе Натанеби. Дата смерти не установлена.